# Iris confusa
Iris confusa är en irisväxtart som beskrevs av Joseph Robert Sealy. Iris confusa ingår i släktet irisar, och familjen irisväxter. Inga underarter finns listade i Catalogue of Life.

## Bildgalleri

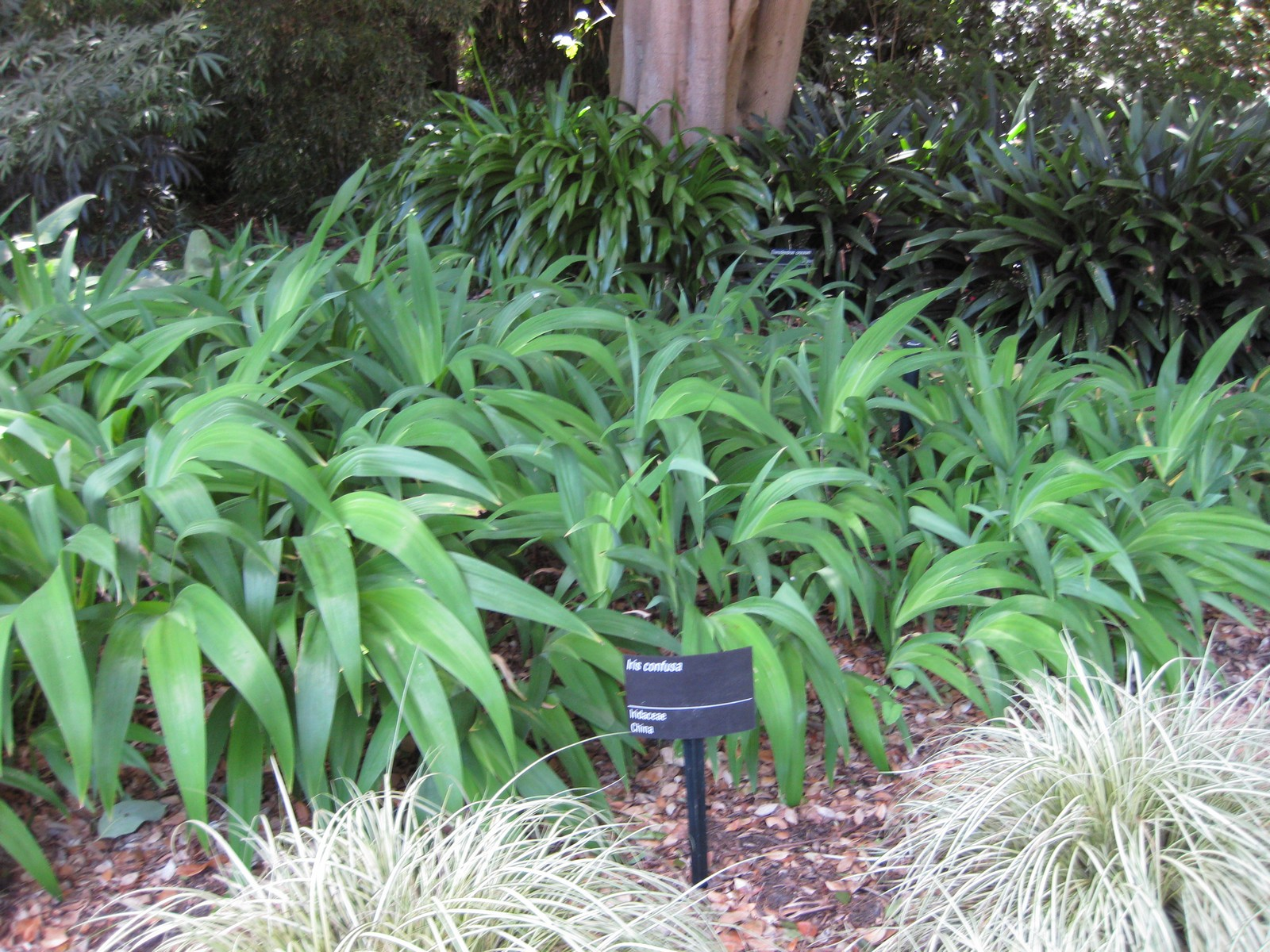
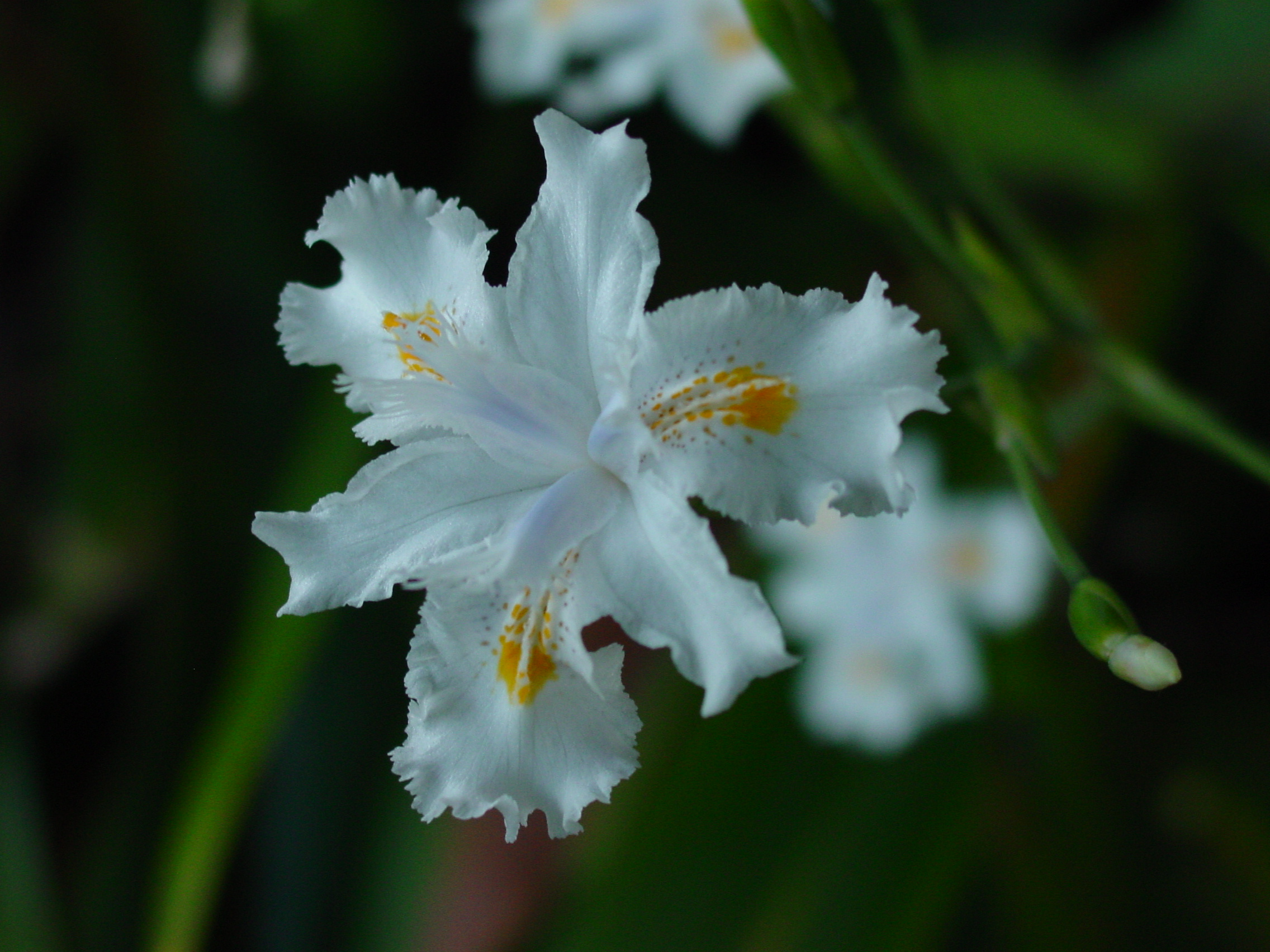
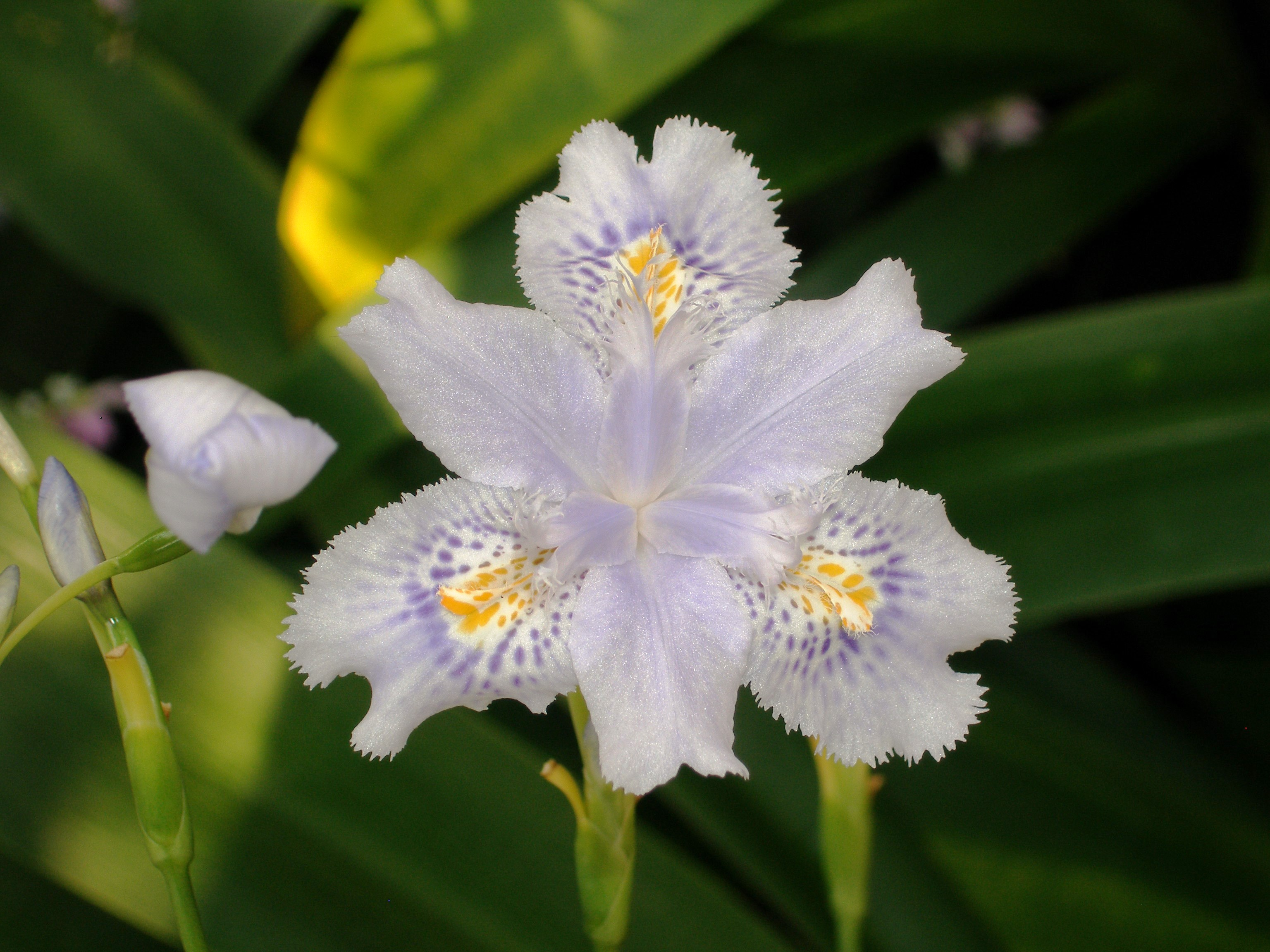
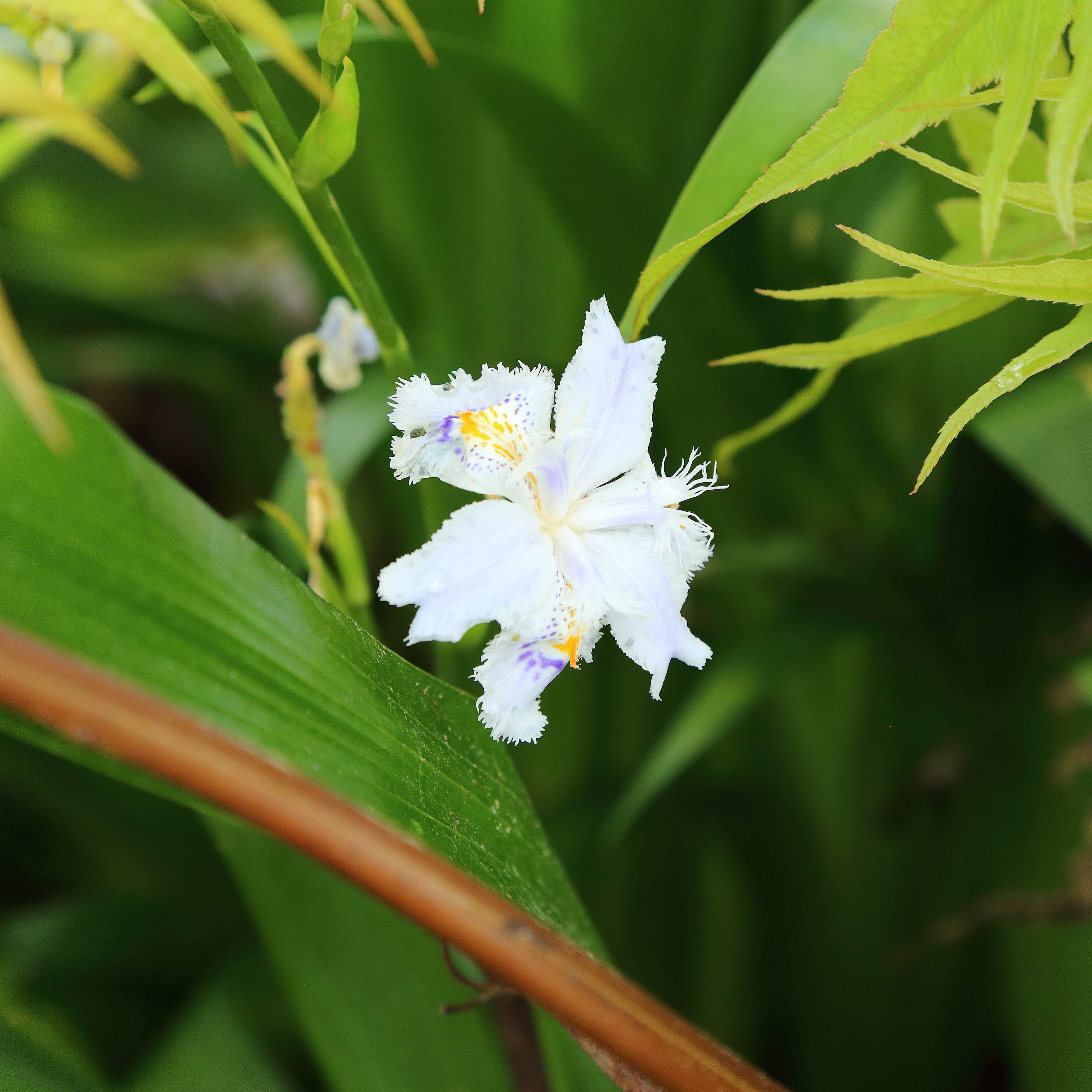
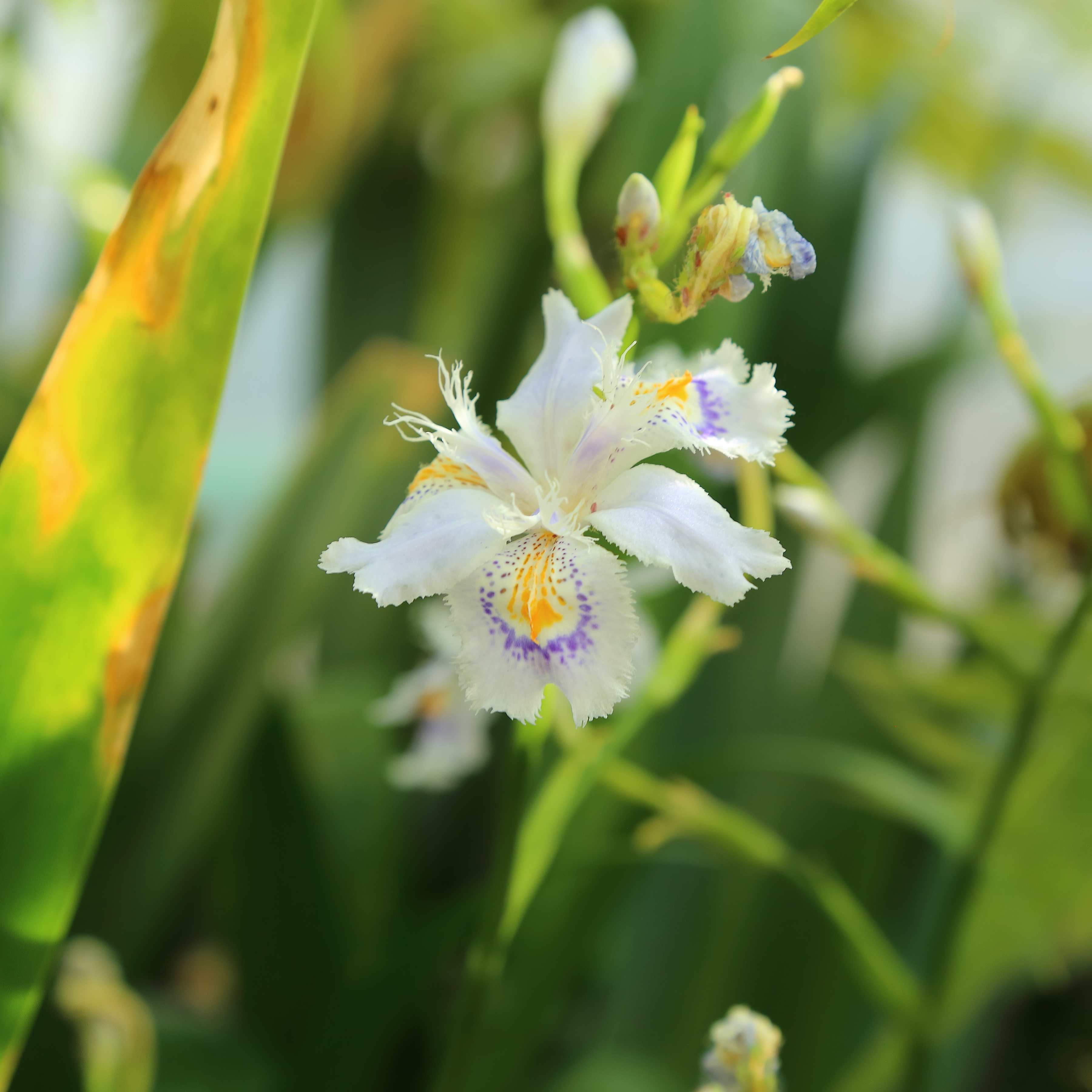
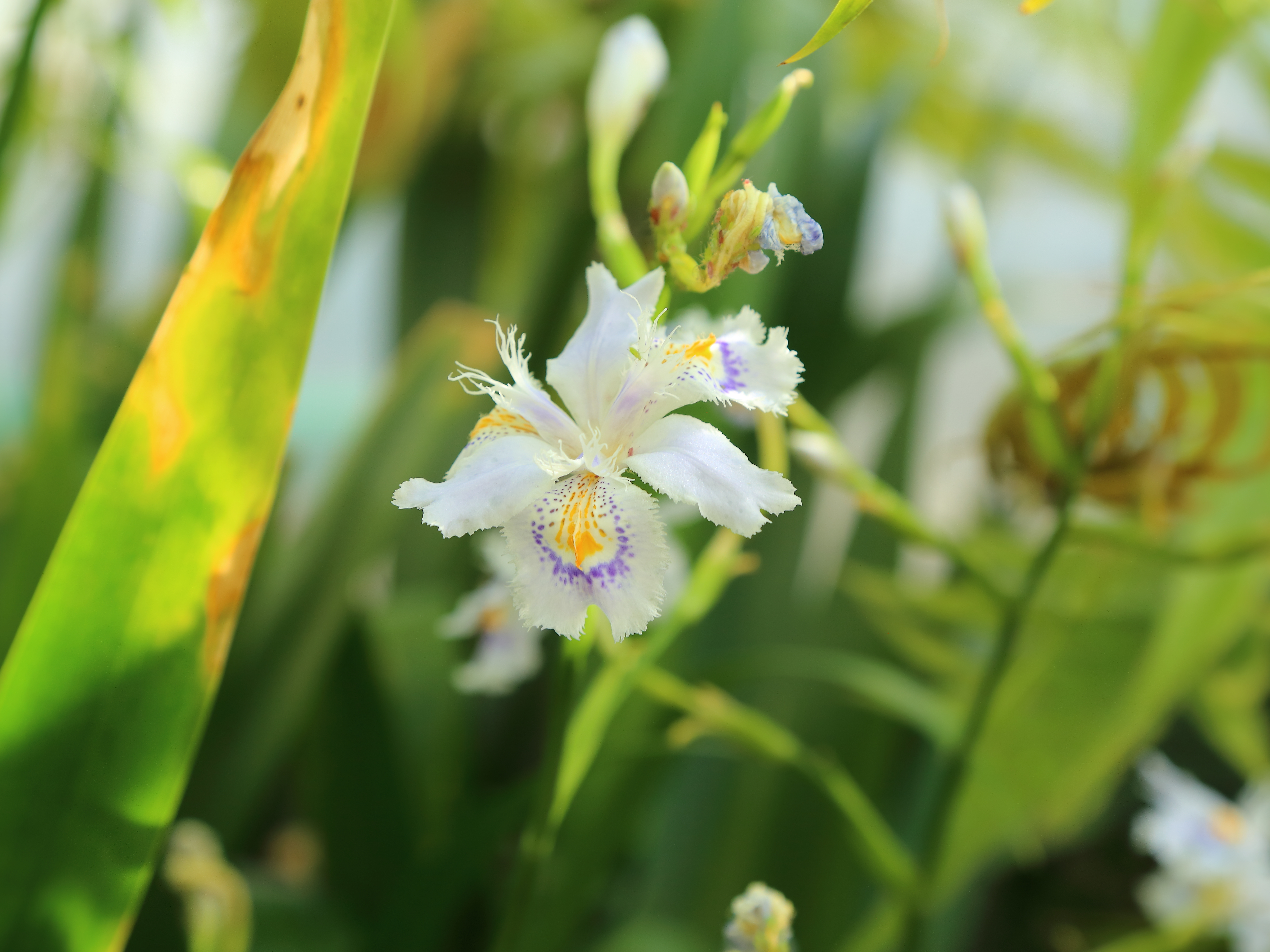